# És viu 2
És viu 2 (títol original: It Lives Again) és una pel·lícula dels Estats Units dirigida per Larry Cohen, estrenada el 1978.
Es tracta de la continuació de És viu, la tercera part es titula It's Alive III: Island of the Alive.
La pel·lícula ha estat presentada en competició al Festival internacional de cinema fantàstic d'Avoriaz 1979. Ha estat doblada al català.

## Argument
Seqüela d'"It's Alive" (Larry Cohen, 1974). Un trío de terribles bebès mutants amenacen la seguretat dels habitants d'una ciutat.

## Repartiment
- Frederic Forrest: Eugene Scott
- Kathleen Lloyd: Jody Scott
- John P. Ryan: Frank Davis
- John Marley: Mr. Mallory
- Andrew Duggan: Dr. Perry
- Eddie Constantine: Dr. Forest